# Histoire des États-Unis de 1918 à 1945
L'histoire des États-Unis de 1918 à 1945 couvre la période d'entre-deux-guerres, lorsque les États-Unis se sont notamment opposés à la ratification du traité de Versailles et n'ont pas adhéré à la Société des Nations.

## Années 1920: les années folles

### Conséquences de laPremière Guerre mondiale
En 1918, les États-Unis sortent renforcés de la guerre. Situé dans le camp des vainqueurs, le pays n'a pas subi les destructions dramatiques d'une partie de l'Europe et les pertes humaines sont limitées. Il a même acquis une envergure militaire de premier ordre. Le commerce maritime a explosé et New York a supplanté Londres dans les affaires financières. La plupart des pays européens sont endettés : les Américains réclament le remboursement des dix milliards de dollars prêtés. Cependant le Sénat américain refuse de participer à la Société des Nations et renoue ainsi avec les velléités de l'isolationnisme.
Comme en Europe, les années 1919-1920 sont difficiles aux États-Unis : il faut reconvertir l'économie de guerre et faire face à l'inflation. La fin du dirigisme étatique mis en place en 1917 et la montée du syndicalisme provoquent de nombreuses grèves dans tout le pays. En 1919, on recense 4,1 millions de grévistes qui réclament de meilleurs salaires et une réduction du temps de travail. Elles dégénèrent souvent de manière violente et des affrontements ont lieu dans plusieurs grandes villes, comme à Boston. L'année 1920 est marquée par de nombreux attentats anarchistes : les responsables politiques sont touchés, comme le maire de Seattle, chez lequel une bombe explose. Un attentat a lieu à Wall Street. Les bureaux de la banque Morgan sont soufflés par un attentat qui fait 38 morts et 200 blessés. Les autorités prennent des mesures de répression contre les anarchistes mais aussi les communistes et les socialistes américains. Certains sont emprisonnés, d'autres contraints de s'exiler. L'opinion publique amalgame les étrangers et « les Rouges ». C'est dans ce climat de tension que sont exécutés les anarchistes d'origine italienne Nicola Sacco et Bartolomeo Vanzetti en 1927.

### Prospérité économique

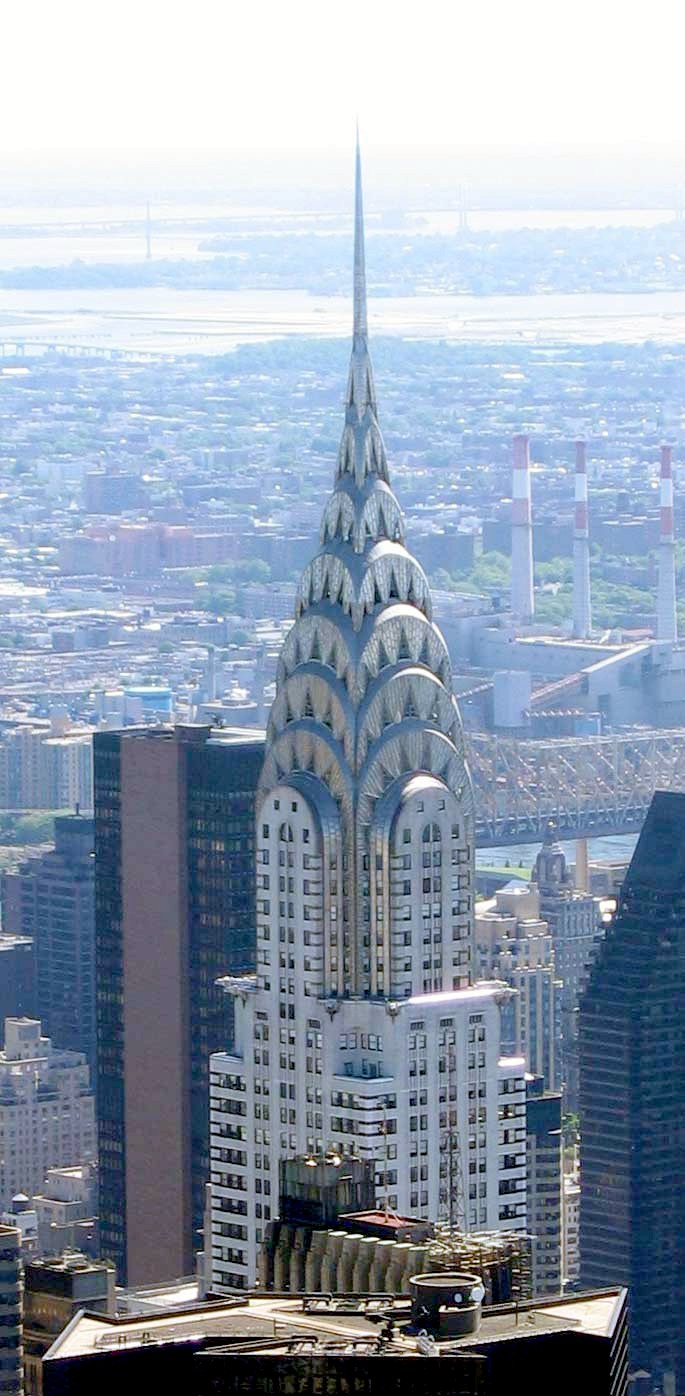
Chrysler Building, New York, achevé en 1930

Le mouvement ouvrier n'est plus en mesure de mener des actions revendicatives importantes. L'échec de la grève de l'acier, en 1919, a nettement démotivé les militants de l'American Federation of Labor, la principale organisation syndicale. Une série d'action policière, ordonnée par le ministre de la Justice Alexander Mitchell Palmer et par J. Edgar Hoover, a brisé les militants des Industrial Workers of the World (IWW) et du jeune Parti communiste.
Durant les années 1920, les États-Unis connaissent une période de prospérité mal répartie : dans l'agriculture les salaires et les prix chutent. En même temps, de nouvelles industries (radio, cinéma, automobile et chimie) sont florissantes grâce à une consommation soutenue. Le secteur aéronautique s'installe essentiellement dans les États de l'Ouest, Californie en tête. Les premières grandes compagnies aériennes américaines se développent : (TWA, American Airlines, United Airlines). Charles Lindbergh est le premier pilote à traverser l'océan Atlantique au cours d'un vol en solitaire et sans escale, reliant New York à Paris les 20 et 21 mai 1927, en 33 h 30 min, à bord de son avion, le Spirit of Saint Louis. La modernité et la confiance en l'avenir sont incarnées par la tendance Art déco dans les gratte-ciel de New York : (Chrysler Building, Empire State Building et Rockefeller Center).
Toutes les régions ne profitent pas de cet essor économique : le standard de vie dans les zones rurales chute incroyablement derrière celui des zones urbaines et périphériques. Dès 1920, la majorité des Américains vit en ville. Celles-ci connaissent des améliorations très importantes dans la planification urbaine et du logement. Le boom se ressentit dans l'augmentation du niveau des crédits ainsi que dans les marchés boursiers, qui atteignent des niveaux dangereusement élevés et spéculatifs.
En 1919, la fabrication, la vente, l'importation et l'exportation d'alcool sont prohibées par un amendement à la Constitution des États-Unis afin de s'attaquer à divers problèmes sociaux et de santé (le Volstead Act). La Prohibition prend fin en 1933 par une autre modification de la Constitution ; elle est généralement considérée comme un échec : la consommation d'alcool ne baissa pas de façon importante, alors que le crime organisé en a été renforcé. Cependant, il s'agissait du premier amendement à la Constitution régulant directement l'activité sociale. Le 18e Amendement représente ainsi le pouvoir grandissant de l'État au début du XXe siècle.

## Grande Dépression
Le Krach boursier du 29 octobre 1929 et la dépression qui s'ensuivit ont été maintes fois débattus, souvent sous des angles idéologiques.

### Causes
Une trop grande inégalité des pouvoirs d'achat pourrait en être le facteur prépondérant. Alors que la production industrielle et agricole augmentent, la proportion des profits allant aux fermiers, ouvriers et autres consommateurs potentiels est beaucoup trop faible pour créer un marché suffisant pour les biens qu'ils produisent. Même en 1929, après près d'une décennie de croissance économique, plus de la moitié des foyers américains vivent près de ou sous le seuil de subsistance : ils sont trop pauvres pour prendre part au grand boom de la consommation des années 1920, pour acheter voitures, maisons et autres biens que l'économie industrialisée produisait, trop pauvres même pour se payer nourriture et logement minimums. Tant que les entreprises étendent leur arsenal de production (usines, entrepôts, équipement lourd et autres investissements), l'économie est florissante. À la fin des années 1920, cependant, les investissements ont créé plus d'espaces de production que nécessaire, et les usines produisent plus que les consommateurs ne peuvent acheter. La surproduction est manifeste.
L'économie de la nation a commencé à montrer des signes de mauvaise santé plusieurs mois avant octobre 1929. Les stocks de produits de tous types étaient trois fois plus importants qu'une année avant (indication que le public n'achetait pas les produits aussi rapidement que par le passé) ; d'autres indicateurs - production industrielle, prix du gros, fret - étaient à la baisse.
L'économie américaine souffre également d'un sérieux manque de diversification. La prospérité est excessivement dépendante de quelques industries de base, essentiellement la construction et l'automobile ; dans la fin des années 1920, ces industries sont en déclin. Entre 1926 et 1929, les dépenses en construction chutent de 11 milliards de dollars à moins de 9 milliards. Les ventes d'automobiles commencent à chuter plus tard, mais dans les neuf premiers mois de 1929, elles déclinent de plus d'un tiers. Une fois que ces deux industries cruciales commencent à faiblir, les autres secteurs ne sont pas assez forts pour absorber le manque.
Le faible niveau d'information économique fiable nous suggère que la construction et le logement stagnent à partir de 1926, rejoignant le déclin de l'agriculture, de la mine, et du pétrole. Dans toutes ces industries, la surproduction tire les prix et les profits vers le bas. Les salaires ne montent pas assez vite pour permettre aux consommateurs d'acheter tous les nouveaux logements et produits domestiques disponibles. Le commerce extérieur est restreint par un protectionnisme grandissant dans le monde industrialisé. Le krach boursier retire toute la confiance restant aux consommateurs, et plus important, aux institutions financières. Celles-ci sont extrêmement réticentes à investir. Aussi, l'économie sombre dans une dépression très grave, connue par les Américains comme la « Grande Dépression ».

### Histoire
Elle est marquée par des niveaux extrêmes de chômage (24 % en 1932, 13 millions de personnes en sous-emploi), des investissements négligeables, et des prix et salaires en chute libre. Les premières manifestations ont lieu (New York, mars 1930) et l'influence communiste grandit parmi les victimes de la crise. Les Hoovervilles sont les camps abritant les plus démunis. En juin 1932, 20 000 Anciens Combattants marchent sur la capitale fédérale pour réclamer leurs pensions de guerre.
En réponse à la dépression, le Congrès et l'Administration Hoover déclenchent une politique douanière plutôt isolationniste et par décrets tente de maintenir les prix pour les fermiers, et de lancer un programme de grands travaux publics, pensant que le gouvernement fédéral se devait de maintenir le niveau de l'emploi. Ces efforts sont sans précédent, mais la Dépression en a raison : les indices des prix, profits, production, et chômage empirent.

## New Deal
Avec des millions de sans-emploi, l'agitation politique et le mécontentement ont beaucoup augmenté dans les classes travailleuses. Le gouvernement des États-Unis y répond sans sympathie de façon répressive, mais le président Franklin D. Roosevelt, élu en 1932, introduit plusieurs mesures pour venir en aide aux pauvres et aux sans-emploi. Il habille habilement ces mesures, en refusant de les qualifier de socialistes, refusant même d'admettre qu'elles pourraient l'être. Il contribue également à la future stabilité de l'économie en instituant de nouvelles réglementations pour les affaires, et notamment la banque. Dans les vingt dernières années, les historiens ont diminué la qualification de « révolutionnaire » des mesures de l'Administration Roosevelt, y voyant plutôt une suite logique de l'Administration Hoover.

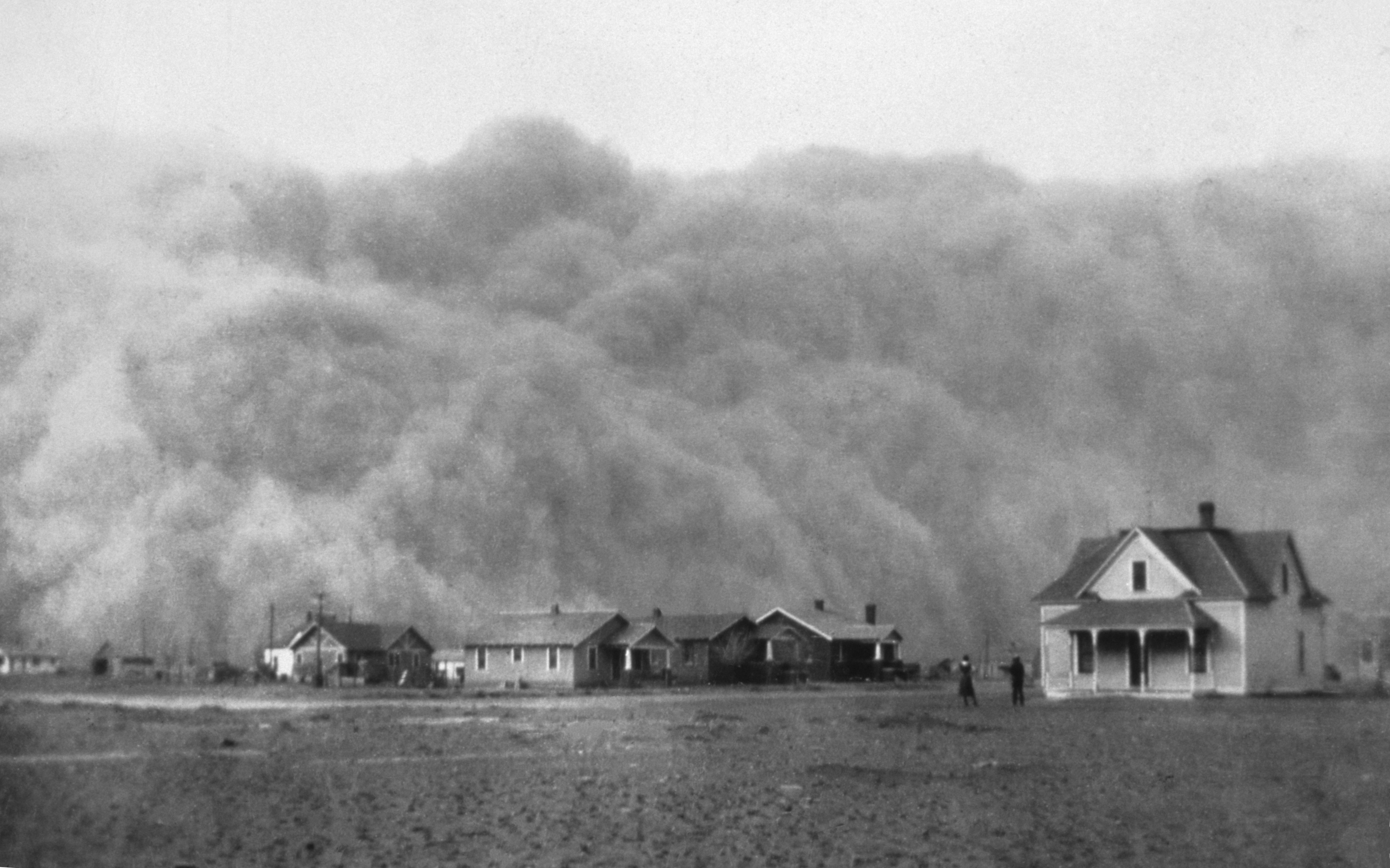
Dust Bowl au Texas, 1935

Malgré (ou à cause de) ces nouvelles mesures, l'amélioration économique est très lente. Le point le plus noir de la Grande Dépression est atteint en 1933, mais l'économie montre encore très peu d'amélioration vers la fin de la décennie, et demeure médiocre jusqu'à son remodelage en profondeur avec l'entrée dans la Seconde Guerre mondiale. Le PNB remonte à son niveau de 1929, mais le niveau de chômage reste au-dessus de 15 %.
Dans les années 1930, la région des grandes plaines aux États-Unis fut touchée par le Dust Bowl : pendant la Grande Dépression, une partie du Midwest, cœur agricole des États-Unis, fut ravagée par la sécheresse et par de terribles tempêtes de poussière qui pouvaient durer plusieurs jours. Ces tempêtes détruisirent toutes les récoltes, dépouillèrent les champs de leur terre, la remplaçant par de la poussière, ensevelirent habitations et matériel agricole et jetèrent des milliers de fermiers sur les routes, en direction de l'Ouest. On pense qu'environ 3 millions de personnes ont ainsi migré, notamment vers la Californie. Les fermiers les plus touchés étaient originaires de l'Oklahoma (environ 15 % de la population de l'État) et de l'Arkansas. Ils prirent respectivement les noms de Okies et de Arkies. John Steinbeck, dans son roman Les Raisins de la colère, décrit de façon poignante cette période de l'histoire américaine.

## Seconde Guerre mondiale

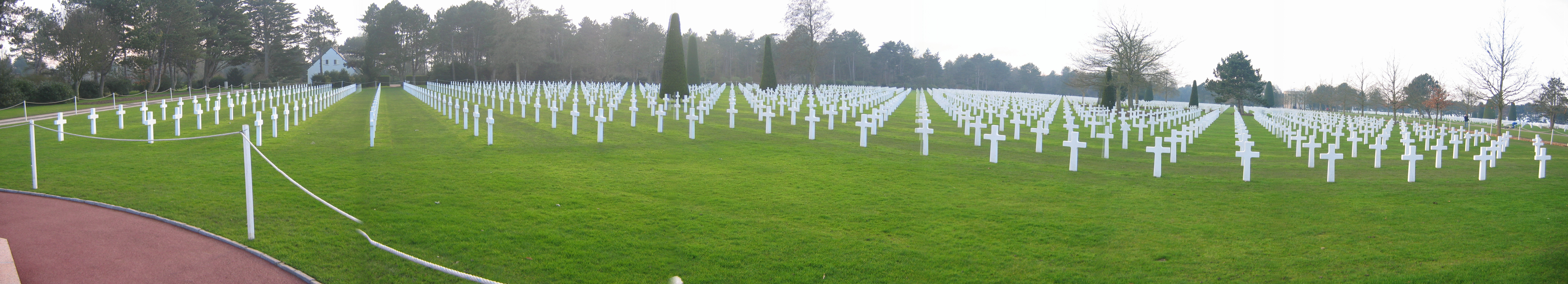
Vue panoramique du cimetière américain de Saint-Laurent-sur-Mer

Le sentiment isolationniste en Amérique a reflué, mais les États-Unis se refusent tout d'abord à entrer en guerre, se limitant à fournir en armes et équipement le Royaume-Uni, la Chine et l'Union Soviétique (grâce au système du cash & carry et la loi Prêt-Bail en accord avec la Constitution). Le sentiment Américain change complètement lors de l'attaque soudaine des Japonais contre Pearl Harbor. Les États-Unis se joignent alors rapidement à l'alliance soviéto-britannique contre le Japon, l'Italie fasciste et l'Allemagne nazie, qui forment l'alliance de l'Axe.
Même avec la participation américaine, près de quatre années sont nécessaires pour vaincre l'Allemagne et le Japon (avec l'utilisation de la bombe atomique à Hiroshima et Nagasaki).